# Diocese de Rancagua
A Diocese de Rancagua (em latim: Dioecesis Rancaguensis) é uma diocese localizada na cidade de Rancagua, pertencente a Arquidiocese de Santiago do Chile no Chile. Foi fundada em 18 de outubro de 1925 pelo Papa Pio XI. Com uma população católica de 754.565 habitantes, sendo 80,4% da população total, possui 66 paróquias com dados de 2017.

## História
A Diocese de Rancagua foi criada em 18 de outubro de 1925 pelo Papa Pio XI através da Arquidiocese de Santiago do Chile. 

## Lista de bispos
A seguir uma lista de bispos desde a criação da diocese em 1925. 
|                   | Nome                                   | Período   | Notas                               |
| Bispos            | Bispos                                 | Bispos    | Bispos                              |
| ----------------- | -------------------------------------- | --------- | ----------------------------------- |
| 7º                | Guillermo Patricio Vera Soto           | 2021 -    | Atual                               |
| 6º                | Alejandro Goić Karmelić                | 2004-2018 | Bispo emérito                       |
| 5º                | Francisco Javier Prado Aránguiz, SS.CC | 1993-2004 | Aposentado                          |
| 4º                | Jorge Medina Estévez                   | 1987-1993 | Nomeado bispo de Valparaíso         |
| 3º                | Alejandro Durán Moreira                | 1970-1986 | Aposentado                          |
| 2º                | Eduardo Larraín Cordovez               | 1938-1970 | Aposentado                          |
| 1º                | Rafael Lira Infante                    | 1925-1938 | Nomeado bispo de Valparaíso         |
| Bispo coadjutor   |                                        |           |                                     |
| 1º                | Alejandro Goić Karmelić                | 2003-2004 |                                     |
| Bispos auxiliares |                                        |           |                                     |
| 3º                | Luis Gleisner Wobbe                    | 1991-2001 | Nomeado bispo auxiliar de La Serena |
| 2º                | Jorge Medina Estévez                   | 1984-1987 | Nomeado bispo dessa diocese         |
| 1º                | Raul Silva Silva                       | 1963-1994 |                                     |